# Јасмина (албум)
Јасмина је дебитантски студијски албум црногорског поп-фолк певача Дада Полумента, издат 2001. године за Бест рекордс. Пратеће вокале певали су Данка Стоиљковић, Шако Полумента и Соња Митровић Хани.

## Списак песама
Аутор(и) свих текстова: Бранислав Самарџић, осим песме 8 Владо Куч, 9 Небојша Алексић и 11 Дадо Полумента, аутор(и) свих песама: Бранислав Самарџић, осим 8 (Владо Куч), 9 (Небојша Алексић) и 11 Јовица С..
| №   | Назив                | Трајање |  |
| 1.  | Бродолом             |         |  |
| 2.  | 14 година            |         |  |
| 3.  | Јасмина              |         |  |
| 4.  | Могао бих друже мој  |         |  |
| 5.  | Очи плаве, косе црне |         |  |
| 6.  | Биће боље, биће боље |         |  |
| 7.  | Чиним све            |         |  |
| 8.  | Црногорка            |         |  |
| 9.  | Љетња киша           |         |  |
| 10. | Дивља ружа           |         |  |
| 11. | Кафана               |         |  |